# Џенингс (Мисури)
Џенингс (енгл. Jennings) град је у америчкој савезној држави Мисури.

## Демографија
По попису из 2010. године број становника је 14.712, што је 757 (-4,9%) становника мање него 2000. године.
| Група             | 2000.          | 2010.          |
| Белци             | 2.955 (19,1%)  | 1.237 (8,4%)   |
| Афроамериканци    | 12.155 (78,6%) | 13.210 (89,8%) |
| Азијати           | 59 (0,4%)      | 24 (0,2%)      |
| Хиспаноамериканци | 113 (0,7%)     | 90 (0,6%)      |
| Укупно            | 15.469         | 14.712         |